# Belemele
Belemele est une petite ville du Togo située dans la Préfecture de Bassar, dans la région de la Kara

## Géographie
Belemele est situé à environ 45 km de Kara,

## Vie économique
- Marché public les vendredi

## Lieux publics
- École primaire